# Sankt Andrä am Zicksee
Sankt Andrä am Zicksee, St. Andrä am Zicksee (węg. Mosonszentandrás) – gmina targowa w Austrii, w kraju związkowym Burgenland, w powiecie Neusiedl am See. Liczy 1,36 tys. mieszkańców (1 stycznia 2014).